# 도이석
도이석(1961년 9월 13일 ~)은 OB 베어스의 전 야구 선수다. 은퇴 후 OB 맥주에서 근무했으며, 현재 요식업 사업가로 일하고 있다.

## 출신 학교
- 대구고등학교
- 영남대학교

## 같이 보기
- 1986년 OB 베어스 시즌
- 1987년 OB 베어스 시즌